# Kantig fetknopp
Kantig fetknopp (Sedum sexangulare) är en art i familjen fetbladsväxter från centrala Europa till Finland, västra Frankrike, österut till Rumänien och Ukraina. 

## Synonymer
Sedum acre subsp. boloniense (Loisel.) Bonnier & Layens
Sedum acre subsp. sexangulare (L.) O.Schwarz
Sedum acre var. sexangulare (L.) P.Fournier
Sedum boloniense Loisel.
Sedum hexangulare J.B.Fisch.
Sedum hillebrandii Fenzl
Sedum insipidum Godet nom. illeg.
Sedum mite Gilib. ex Rouy & E.G.Camus
Sedum schistosum Lejeune
Sedum sexangulare L.
Sedum sexangulare subsp. boloniense (Loisel.) Nyman
Sedum sexangulare var. montenegrinum Horák